# Generation (série télévisée)
Ne doit pas être confondu avec Générations (série télévisée).
Generation (stylisée sous le nom de Genera+ion) est une série télévisée américaine créée par Zelda Barnz et Daniel Barnz, diffusée sur HBO Max le 11 mars 2021.
La saison a été divisée en deux parties de 8 épisodes, la première se terminant le 1er avril et la seconde le 17 juin de la même année.
En septembre 2021, la série a été arrêtée après une saison.

## Synopsis
Des lycéens issus d'une communauté conservatrice portent un regard sans concession sur le chemin parfois difficile, qui mène vers l'âge adulte. La découverte de la sexualité va mettre à l'épreuve leurs croyances sur la vie, la morale et l'amour.

## Distribution

### Acteurs principaux
- Justice Smith (VF : Gabriel Bismuth-Bienaimé) : Chester
- Chase Sui Wonders : Riley
- Uly Schlesinger (VF : Alexis Gilot) : Nathan
- Haley Sanchez : Greta
- Chloe East (VF : Émilie Rault) : Naomi
- Nathanya Alexander (VF : Clara Quilichini) : Arianna
- Lukita Maxwell (VF : Charlotte Hervieux) : Delilah
- Nava Mau (VF : Laëtitia Lefebvre) : Ana
- Nathan Stewart-Jarrett : Sam
- Martha Plimpton : Megan

### Acteurs secondaires
- Sam Trammell : Mark
- Anthony Keyvan : Pablo
- J. August Richards : Joe
- John Ross Bowie : Patrick
- Mary Birdsong (VF : Chantal Baroin) : Mme Culpepper
- Patricia De Leon (VF : Ethel Houbiers) : Sela
- Sydney Mae Diaz (VF : Jonathan Gimbord) : J
- Alicia Coppola (VF : Angélique Rivoux) : Carol
- Marwan Salama (VF : Clément Moreau) : Bomani « Bo »
- Marisela Zumbado : Lucia
- Diego Josef (VF : Alexandre Bierry) : Cooper

### Invités
- Tessa Albertson : Natalia
- Rachel Stubington : April

- Version française
  - Studio de doublage : Karina Films
  - Direction artistique : Claire Baradat[4]